# Frank G. Carpenter

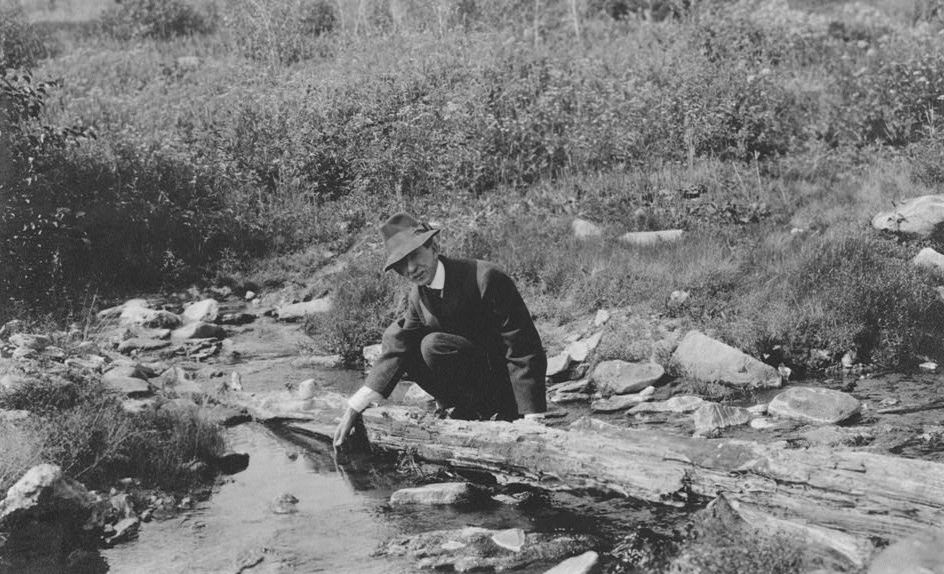
Frank Carpenter poblíž Hot Springs na Aljašce

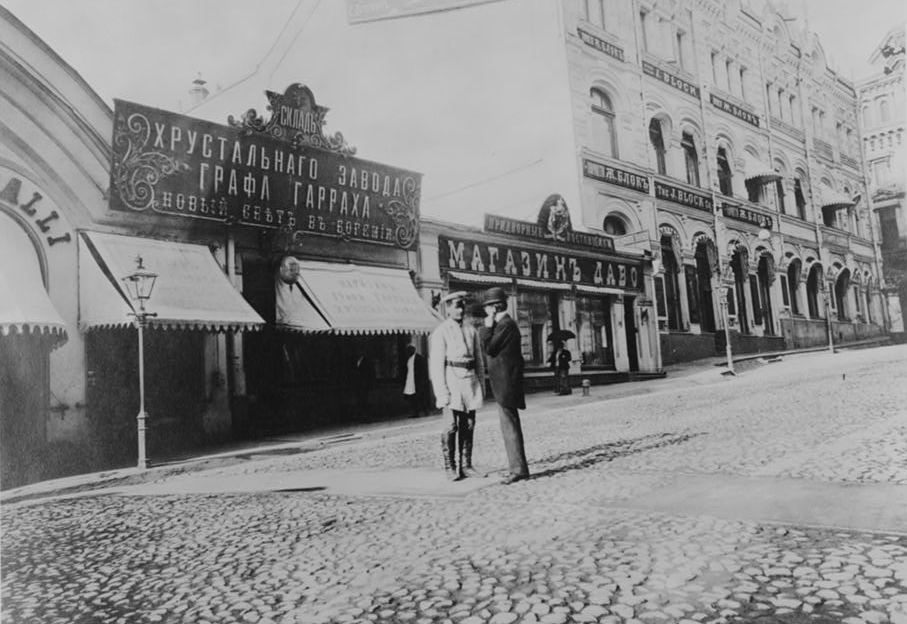
Frank Carpenter mluví s policistou na ulici v Rusku

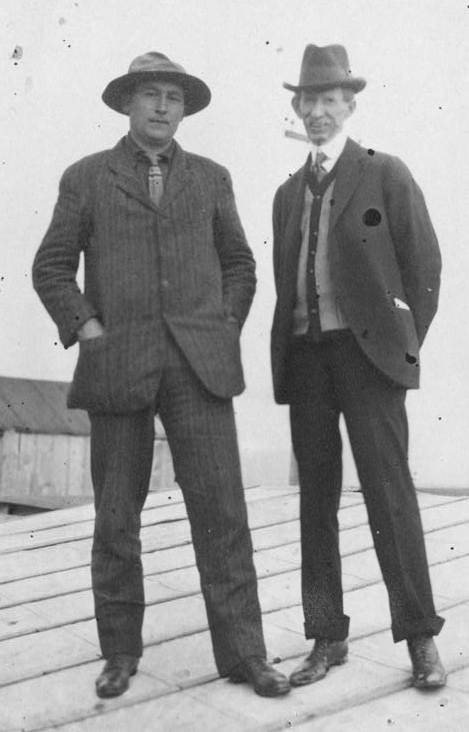
Carpenter s Jafetem Lindebergem

Frank George Carpenter (8. května 1855, Mansfield, Ohio – 18. června 1924 Nanking) byl americký novinář, cestovatel, fotograf a lektor. Carpenter byl autorem učebnic zeměpisu a lektor geografie a napsal sérii knih s názvem Carpenter's World Travels. Jeho spisy pomohly popularizovat kulturní antropologii a geografii.

## Životopis
Carpenter se narodil v Mansfieldu v Ohiu, jako syn George F. a Jennette L. Carpenterových. Promoval s bakalářským titulem na University of Wooster v roce 1877. V roce 1879 začal pracovat jako novinář pro Cleveland Leader a v roce 1882 se přestěhoval do Washingtonu DC jako tamní korespondent. V roce 1883 se oženil s Joannou D. Condict z Mansfieldu. V roce 1884 se stal dopisovatelem Americké tiskové asociace. V roce 1887 pracoval pro New York World. Od tohoto okamžiku byly jeho spisy široce publikovány i v dalších novinách a časopisech na území USA.
Carpenter nasmlouval dostatečné množství závazků s novinovými syndikáty a časopisem Cosmopolitan, aby zaplatil cestu kolem světa v letech 1888–1889. Měl povinnost každý týden odeslat „dopis“ dvanácti periodikům, popisujícím život v zemích, do kterých cestoval. Pokračoval ve velkém cestování a v roce 1898 urazil 25 000 mil po Jižní Americe a později podnikal zpravodajské cesty po Střední Americe, Jižní Americe a Evropě. Od poloviny 90. let 19. století až do své smrti Carpenter téměř nepřetržitě cestoval po celém světě a napsal téměř 40 knih a mnoho článků v časopisech o svých cestách. Jeho cesty a spisy byly tak rozsáhlé, že historici mají problém v každém okamžiku přesně určit jeho místo pobytu, ačkoli jeho knihy hovoří o tom, kam a kdy cestoval.
Jeho spisy obsahují osobní paměti a to, co nazýval „geografickým čtením“ pro použití v hodinách zeměpisu. Ty by zůstaly standardními texty používanými v amerických školách po čtyřicet let. Jeho spisy pomohly popularizovat kulturní antropologii a geografii. Byl známý svou studií z roku 1922 o regeneraci Evropy po první světové válce a prvním poskytnutým rozhovorem s čínským státníkem Li Chung-čangem.
Cestoval se svou manželkou, a když necestovali, zůstávali ve Washingtonu, DC, nebo v létě poblíž svého domova v údolí Shenandoah. Měl dvě děti.Jeho realitní podíl ve Washingtonu z něj udělal milionáře. Byl členem Královské geografické společnosti, Národního novinářského klubu a mnoha vědeckých společností.
Se svou dcerou Frances Carpenter fotografoval Carpenter Aljašku v letech 1910 až 1924. Frances po jeho smrti v roce 1972 darovala Kongresové knihovně sbírku více než 5 000 fotografií. Sbírka v Kongresové knihovně čítá přibližně 16 800 fotografií a asi 7 000 negativů.
Carpenter zemřel na onemocnění v roce 1924, zatímco byl na cestě v čínském Nankingu, na svém třetím kole cesty kolem světa. Nekrolog Boston Globe poznamenal, že „vždy psal fascinujícím způsobem, vždy v jazyce, kterému obyčejný muž a žena rozuměli, vždy o tématech, která zajímají i děti. [Měl] geniální schopnost zjišťovat věci, které všechny zajímají, a poté o nich zajímavě psát.“

## Dílo
Knihy Franka G. Carpentera.
- Série Carpenter's Geographic Readers (vyd. American Book Company)
  - Asie (1897)
  - Severní Amerika (1898)
  - Asií s dětmi (1898)
  - Skrz Ameriku s dětmi (1898)
  - Jižní Amerika (1899)
  - Evropa (1902)
  - Austrálie, naše kolonie a další mořské ostrovy (1904)
  - Afrika (1905)

- Série Carpenter's World Travels (vyd. Doubleday):
  - Svatá země a Sýrie (1922)
  - Z Tangeru do Tripolisu (1923)
  - Aljaška: naše severní říše divů (1923)
  - Ocas polokoule: Chile a Argentina (1923)
  - Káhira do Kisumu (1923)
  - Java a Východní Indie (1923)
  - Francie do Skandinávie (1923)
  - Nový Zéland a některé ostrovy jižního Pacifiku (1923)
  - Alpy, Dunaj a Blízký východ (1924)
  - Kanada a Newfoundland (1924)
  - Mexiko (1924)
  - Uganda na mys (1924)
  - Podél Parany a Amazonky (1925)
  - Čína (1925)
  - Japonsko a Korea (1925)
  - Země Karibiku (1925)
  - Přes Filipíny a Havaj (1925)
  - Země And a pouště (1926)
  - Britské ostrovy a pobaltské státy (1926)
  - Carp's Washington (1960, ed. Frances Carpenter)

- Série Carpenter's Readers of Commerce and Industry (vyd. American Book Company)
  - Jižní Amerika: sociální, průmyslová a politická (1900)
  - How the World is Fed (1907)
  - Jak je svět oděn (1909)
  - How the World is Housed (1911)
  - Kolem světa s dětmi (1917)

- Série Carpenter's New Geographic Readers (vyd. American Book Company)
  - Jižní Amerika (1923)
  - Evropa (1922)
  - Severní Amerika (1922)
  - Asie (1923)
  - Afrika (1923)

- Série Carpenters 'Journey Club Travels (vyd. American Book Company). Spoluautor Frances Carpenter.
  - Domy, ve kterých žijeme (1926)
  - Oblečení, které nosíme (1926)

- Knihy Franca Carpentera
  - Cesty, kterými cestujeme (1929)
  - Děti našeho světa (1929)
  - Naši sousedé blízko a daleko (1933)
  - Naši malí sousedé při práci a hře; Tady, tam, tehdy a teď (1939)
  - Naši jihoameričtí sousedé (1942)
  - Pacifik: jeho země a lidé (1944)
  - Kanada a její severní sousedé (1946)
  - Karibské země: Mexiko, Střední Amerika a Západní Indie (1950)
  - South American Wonder Tales (1969)

## Galerie

An iceberg near head of Trinity Bay, Newfoundland
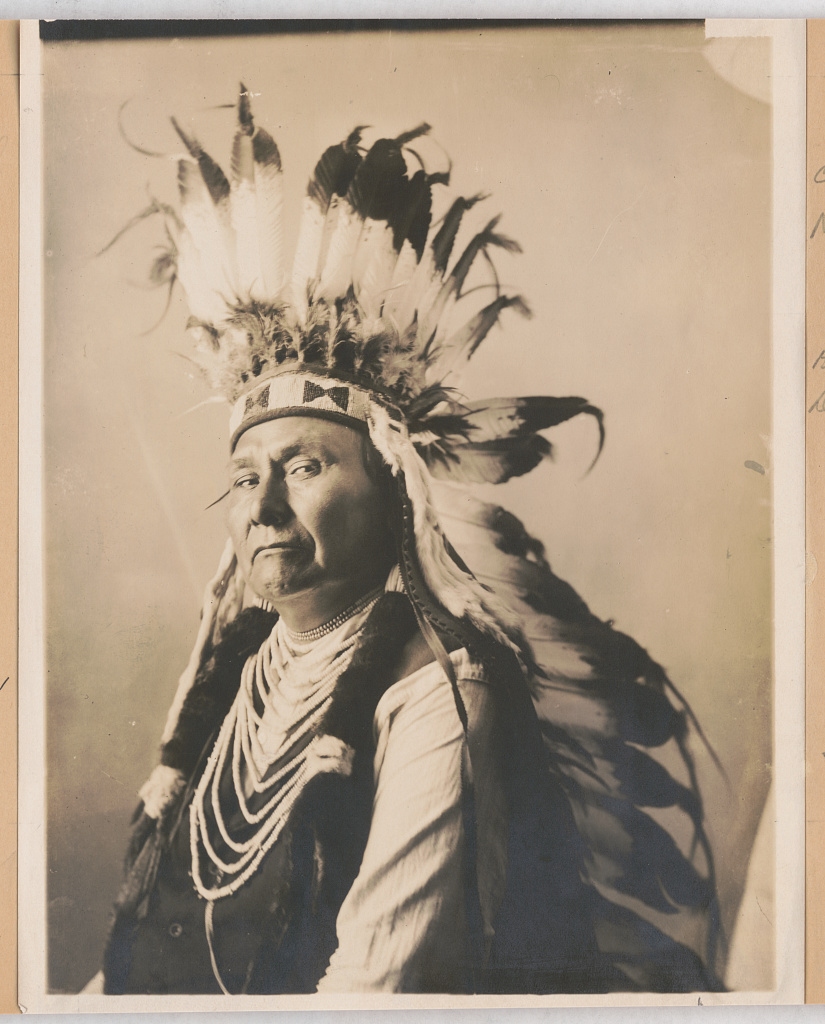
Chief Joseph, Nez Percé
Mexico – planter's residence – Photo by A. Briquel
Four masai warriors in full war dress, Kenya
Bust portrait of African man with jam pot hanging from his ear, Kenya
Sudanese woman
Indonesia – Java. Little girl
Peasant women in native dress of Little Russia (old)